# Cmentarz wojenny nr 63 – Pętna
Cmentarz wojenny nr 63 – Pętna – zabytkowy cmentarz z I wojny światowej, zaprojektowany przez Hansa Mayra znajdujący się w przysiółku Pętna wsi Małastów w powiecie gorlickim, w gminie Sękowa. Jeden z ponad 400 zachodniogalicyjskich cmentarzy wojennych zbudowanych przez Oddział Grobów Wojennych C. i K. Komendantury Wojskowej w Krakowie.
Obiekt został zaprojektowany na rzucie nieregularnego wieloboku. Brama wykonana w formie dwóch słupów z kamienia łamanego przykryta żelbetowym daszkiem w formie tympanonu. Na cmentarzu pochowano 86 Austriaków, którzy zginęli w walkach 2 maja 1915 roku oraz 29 Rosjan. Obiekt został wyremontowany w latach 2005–2006.